# 王府半岛酒店

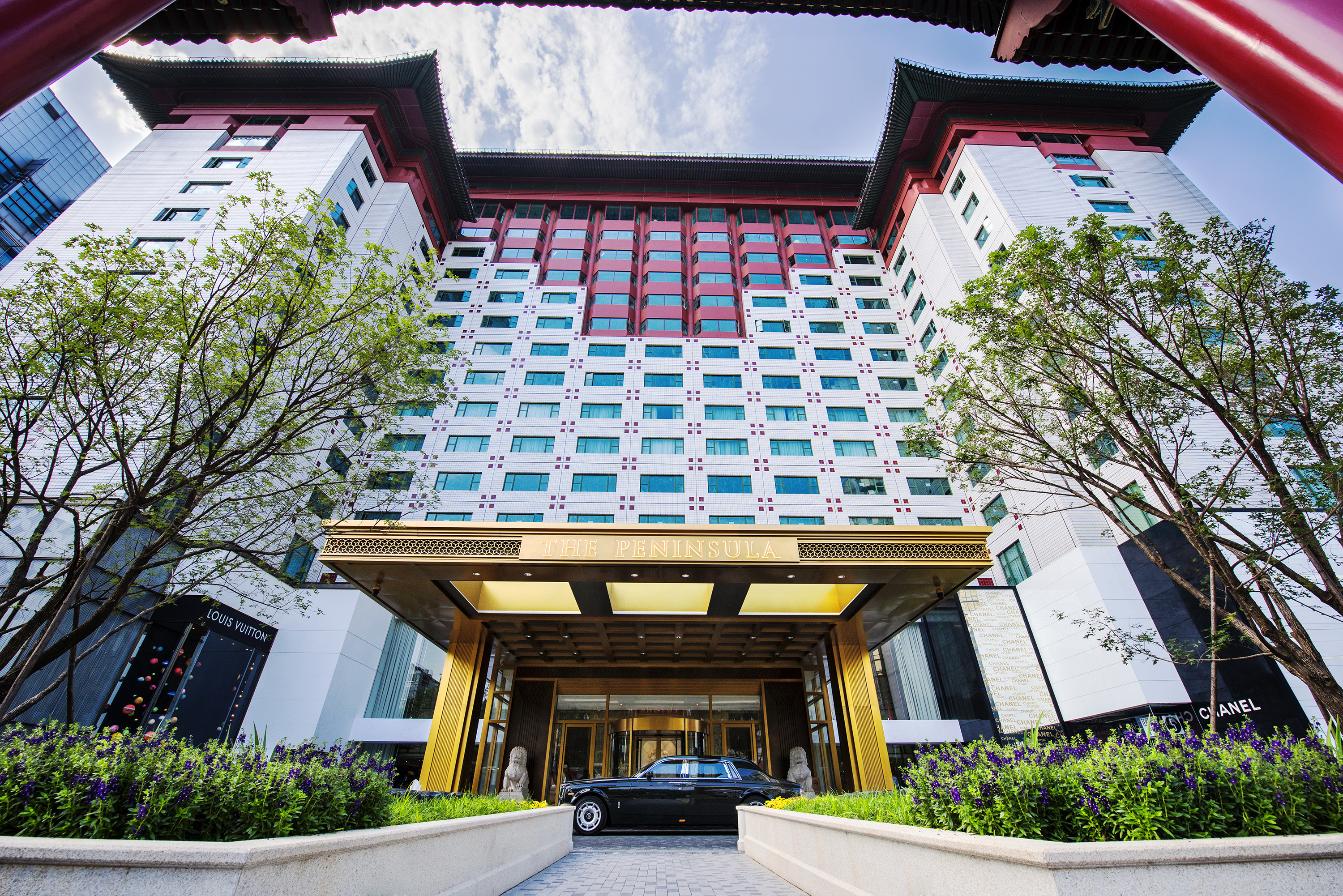
王府半岛酒店

王府半岛酒店 (英语：The Peninsula Beijing) 是位于北京王府井金鱼胡同的一家五星级奢华酒店。于1989年开业，旧称王府饭店，2006年改为王府半岛酒店。王府半岛酒店是香港上海大酒店旗下的酒店之一。是首批进驻北京最著名和最奢华的酒店之一。2017年，该酒店完成了1.23亿美元的装修，为北京的全套房酒店。
该酒店结合了现代的住宿和中国传统文化。套房平均面积65平方米。

## 历史

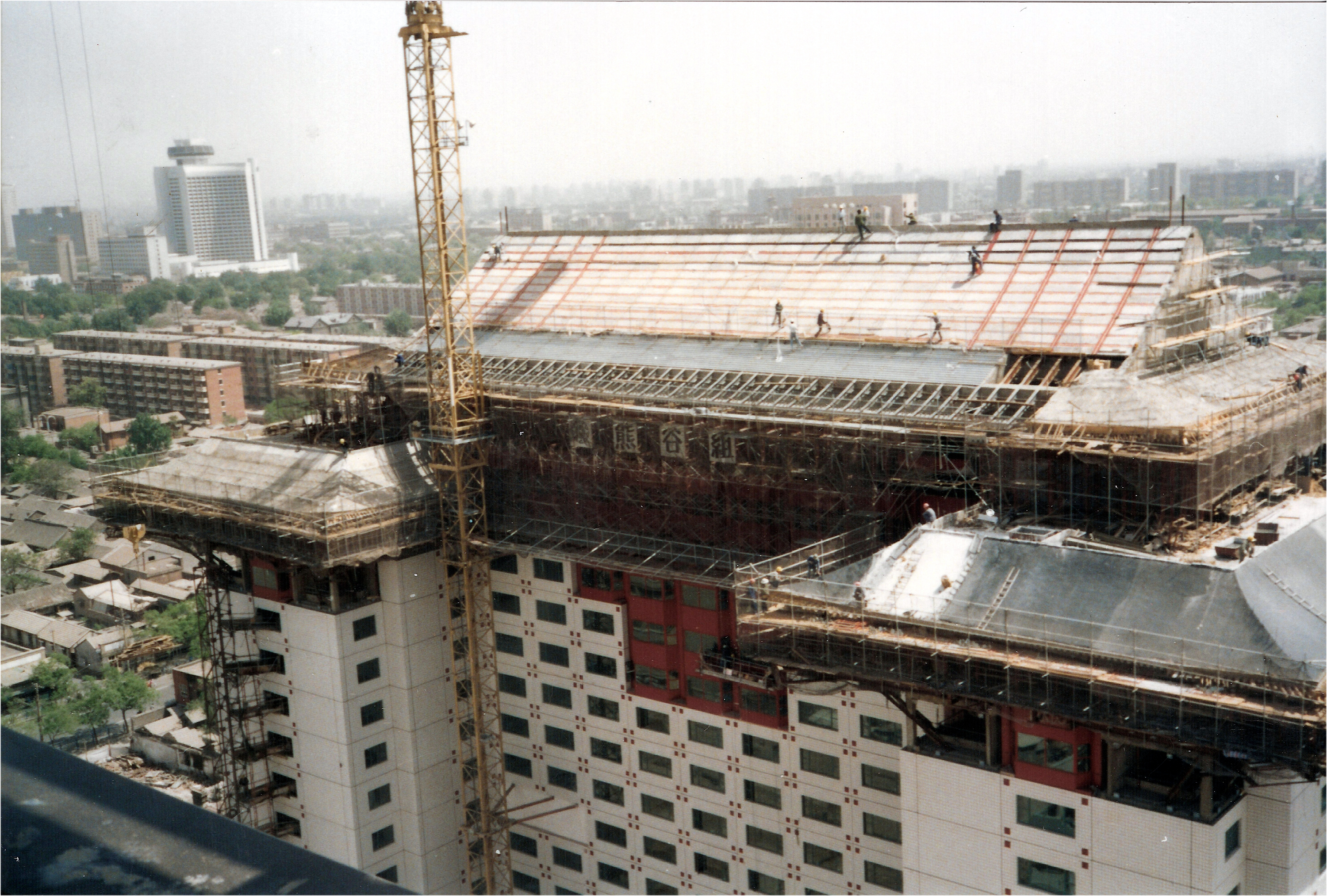
建设中的酒店，1989年

- 1986年5月，王府饭店开始筹备，著名建筑师张国言于1987年参与设计工程。
- 1989年3月，王府饭店正式开业，并成为当时王府井地区最高的地标性建筑物，也是当时中国第一家奢华酒店。
- 1991年，王府饭店成为8家首批荣获中国国家旅游局评选的五星级酒店之一。
- 2015年11月，王府半岛酒店对公共区域及客服开始装修工程。
- 2016年5月，大堂茶座及JING餐厅陆续完成装修，开始试营业.
- 2016年6月14日，王府半岛酒店公共区域重装开业。
- 2016年7月底中餐厅凰庭开始为其两个月的装修拓展工程
- 2016年9月全新客房110间竣工并对外待客。
- 2016年10月初中餐厅凰庭完成装修及茶室拓展工程，全新拓展的外庭收集各式古董艺术品及荟萃50余种中式茗茶，可容纳至20位宾客同时就餐.
- 2017年5月酒店装修工程完成，届时230间客房将全面竣工。

## 概览

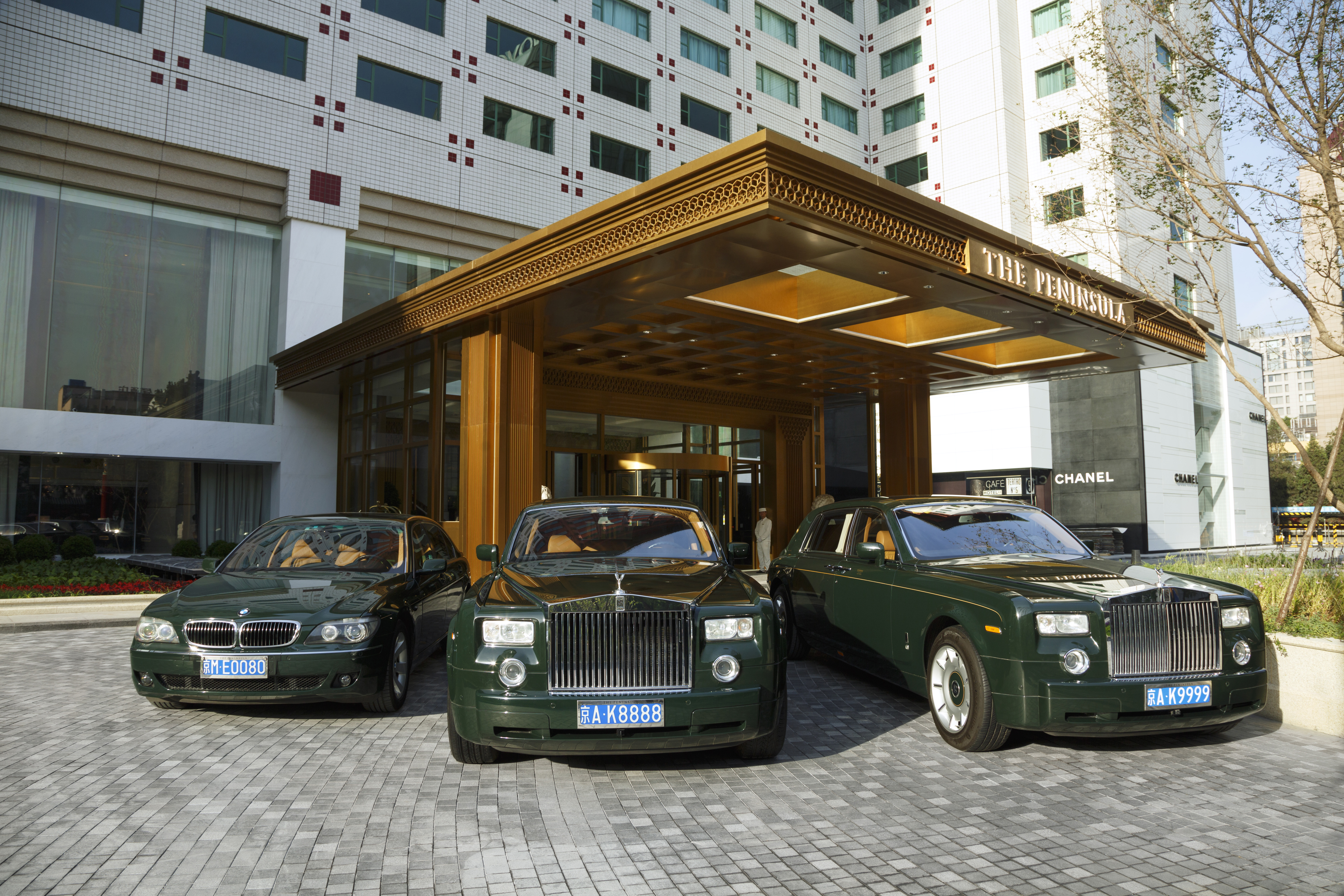
劳斯莱斯及宝马车队

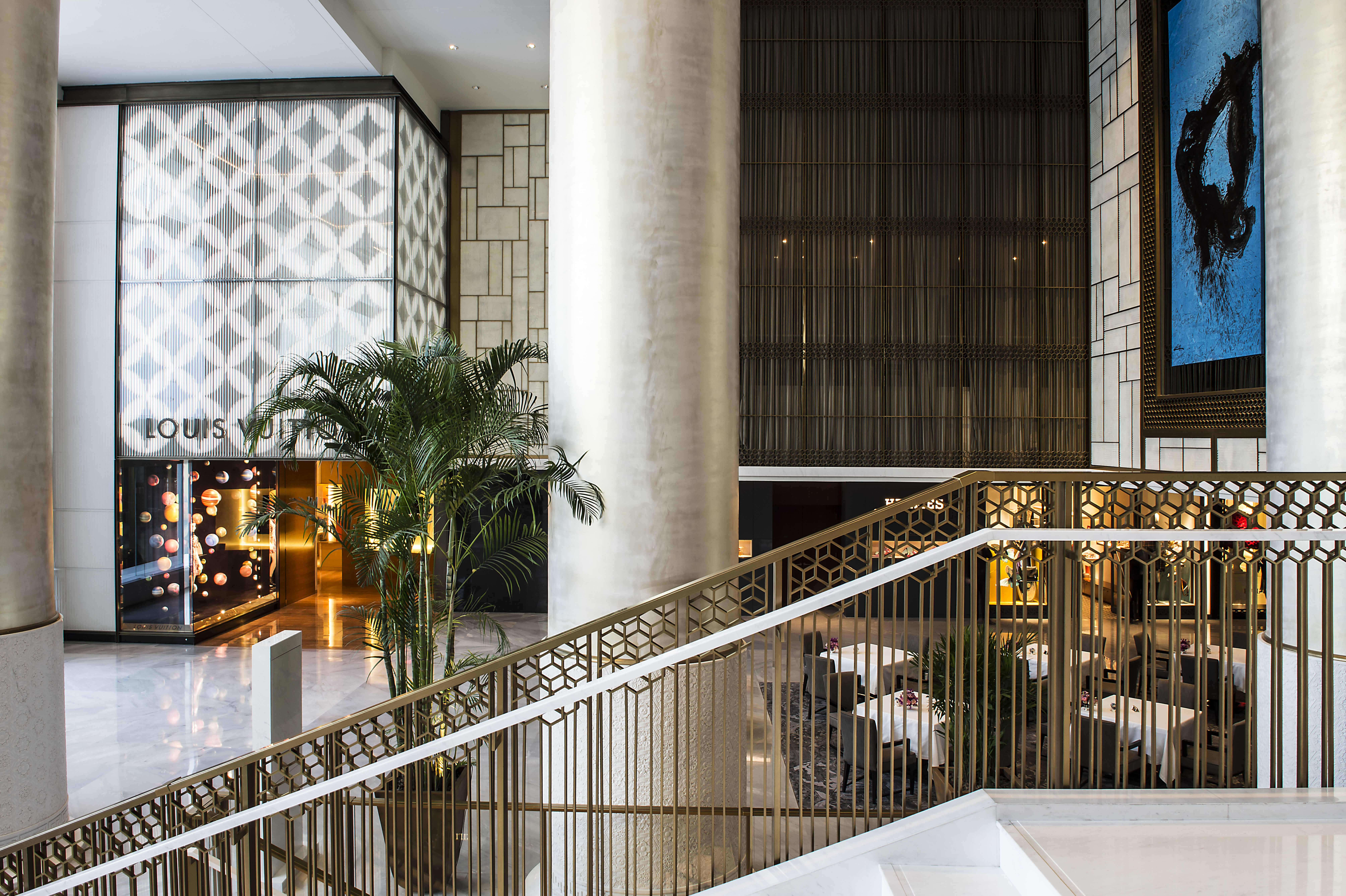
酒店大堂

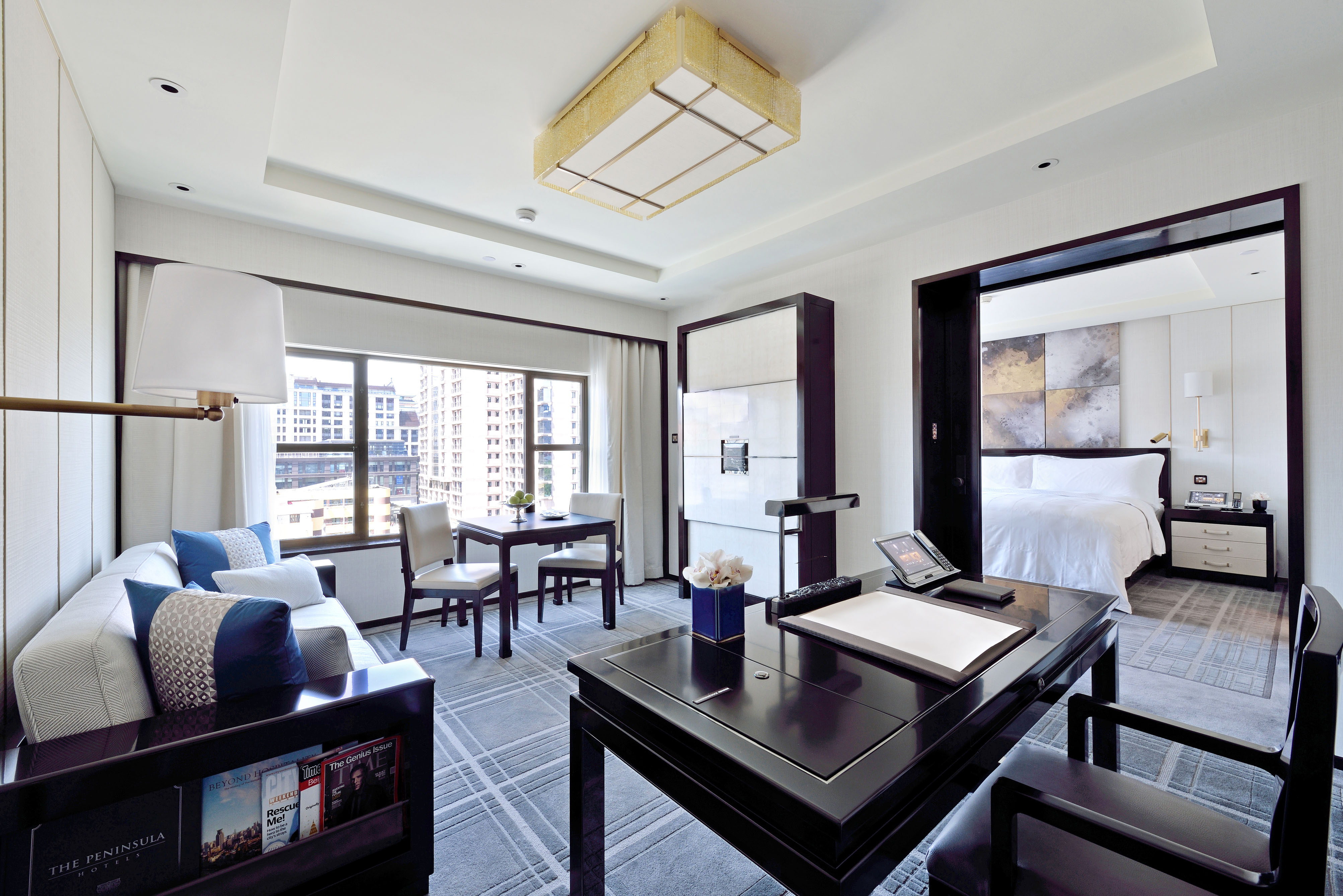
高级套间

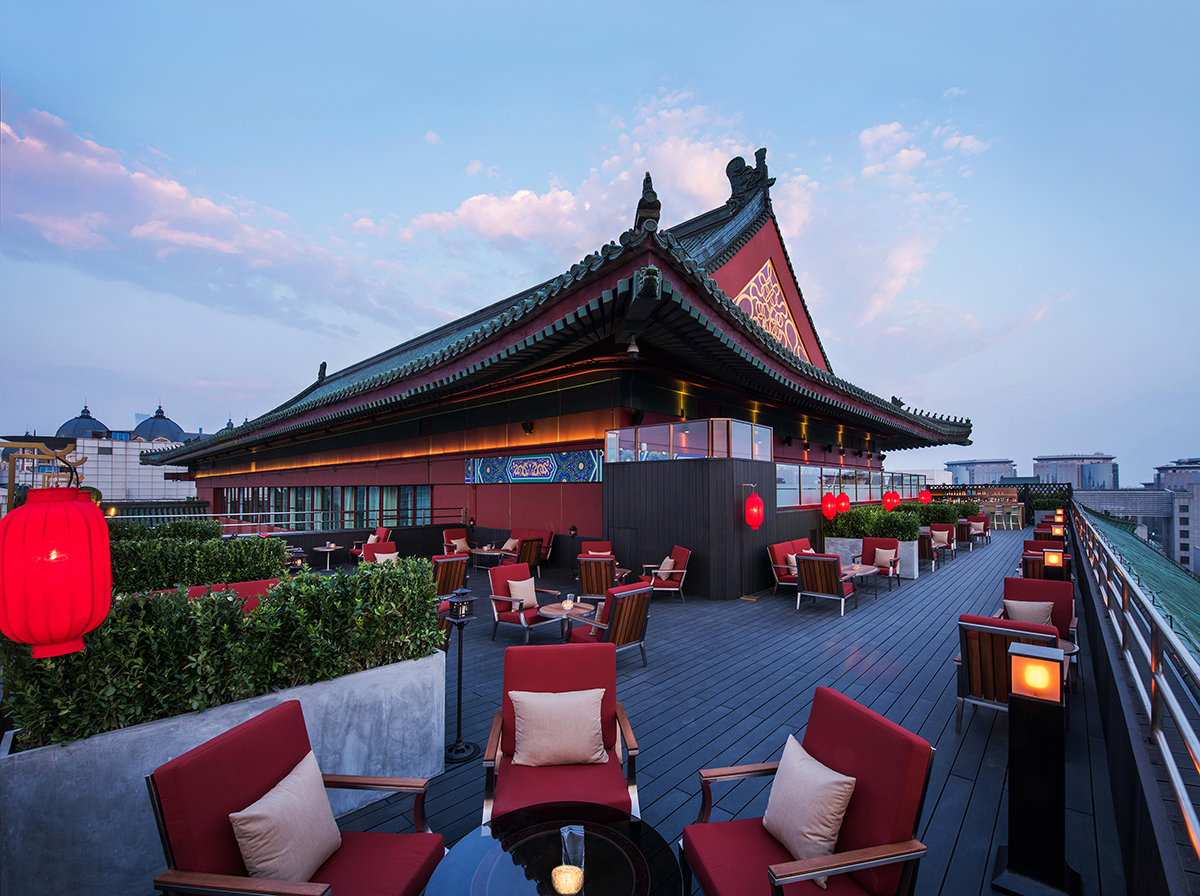
云露台酒吧

酒店位于市中心王府井大街金鱼胡同。酒店楼高14层。
酒店总体设计是由香港设计师兼半岛酒店长期合作伙伴CAP Atelier的梁国辉在2013年构思。酒店正门原先设有的喷水池后经改造成左右对称的花坛，王府半岛酒店在正门设立了一个古时牌楼。整体建筑风格类似中国古代宫殿和庭园，建筑物立面有许多古代特征装饰物，如手雕、石雕、青铜雕塑、壁画等。酒店大堂主楼梯两侧有两幅主题为日月的水墨画。现有的四个餐厅面貌与原先有很大不同，设计成现代化、中西合璧风格。翻修以后客房面积较以往大。地下多为商场奢侈品牌。在三层有一个艺术长廊，可以展示来自世界各地的艺术品。在客房内也有艺术品摆设。设施包括健身中心、宴会厅等可供娱乐场所。现有的云酒吧在酒店顶层。法式餐厅也有一个酒吧。现时所用车队是由两台劳斯莱斯和十台宝马组成。
酒店由英籍犹太裔的嘉道理家族拥有及经营，由香港上市公司香港上海大酒店有限公司持有。 

### 客房
王府半岛酒店经过翻新以后，客房数量由525间缩减到230间，房间面积均扩大到60平方米以上。房间类型分为9种：
- 16间高级套间（60㎡），它的类型是特大双人床，最多只能入住三人，为城市街道景观，位于酒店5层至12层。
- 81间豪华套间（65㎡），它的类型是特大双人床，最多只能入住三个成人，为城市街道景观，位于酒店5层至13层。
- 18间复式套间（74㎡），它的类型是特大双人床，最多两个成人，为城市街道景观，位于酒店14层。
- 54间尊贵套间（75㎡），它的类型是特大双人床/两张单人床，最多三个成人，为城市街道景观，位于酒店5层至13层。
- 8间特级尊贵套间（93 ㎡），它的类型是特大双人床/两张单人床，最多4位成人，为城市街道景观，位于酒店5层至12层。
- 18间特级尊贵套间（102㎡），它的类型是特大双人床/两张单人床，最多4位成人，为城市街道景观，位于酒店5层至12层。
- 17间王府井套间（110㎡），它的类型是特大双人床，最多4位成人，为城市街道景观，位于酒店5层至12层。
- 17间北京套间（165㎡），它的类型是特大双人床，最多4位成人，为城市街道景观，位于酒店5层至13层。
- 1间半岛套间（660㎡）。

### 餐厅
王府半岛酒店餐厅有4个，分别是：
- Jing餐厅（法式餐厅）。
- 凰庭（中餐厅）。
- 大堂茶座（全日餐饮、下午茶）。
- 云露台酒吧（位于酒店楼顶）。

## 奖项
自1996年至2016年的十年间，王府半岛酒店荣获超过32个国际杂志及机构所颁发的奖项。如华尔街日报（亚洲版）所评选的北京最佳酒店、入选 悦游（美国版）所评选的亚洲最佳50家酒店之一及（中国国家地理）所评选的北京最佳商务酒店等。
- 2017年2月。王府半岛酒店被《京华时报》最佳北京旅游酒店。
- 2017年6月，王府半岛酒店被《罗博报告》最佳创新酒店。
- 2017年12月，王府半岛酒店入选《罗博报告》最佳酒店之一。同时入选《城市周报》最豪华酒店之一 。
- 2017年，王府半岛酒店入选（漫旅Travel + Leisure）杂志所评选出的评选的2017年度全球最佳新开业酒店名单之一。